# Frédéric d'Antioche
Frédéric d'Antioche (v.n1220/ 1223 – 1255/1256), fils illégitime de l'empereur Frédéric II et d'une noble du sud de l'Italie, a dirigé la Toscane à partir de 1246 jusqu'en 1250. Il prit part aux guerres entre les Guelfes et les Gibelins en Italie du nord, et dans la guerre du royaume de Sicile, à la suite de la mort de son père en 1250.

## Enfance
Frederic était le fils illégitime de l'empereur Frédéric II et d'une certaine Mathilde (Maria) d'Antioche, fille de Robert d'Antioche. La propagande anti-impériale de l'époque allègue que Frédéric était le produit de la liaison entre l'empereur et une femme musulmane en Palestine, mais il est presque certain que l'enfant est né dans le sud de l'Italie, où il a passé sa jeunesse. Comme la plupart des enfants illégitimes de son père, Frederic est probablement né au cours de la période où son père était célibataire (1222-1224).

## Vicaire impérial en Toscane
Comme il l'a fait avec son autre progéniture illégitime, l'empereur emploie Frederic dans diverses tâches administratives et militaires à partir d'un jeune âge. Frédéric est affecté dans le centre de l'Italie, il est nommé vicaire général impérial de la marche d'Ancône à la fin de 1244 ou au début de 1245, quand il ne pouvait pas avoir plus de vingt ans,. Après un bref passage à Pontenure avec l'armée de son demi-frère Enzo, il est fait chevalier par son père en juillet 1245. Entre février 1246 et novembre 1248, il est vicaire général de la marche de Toscane et de la terre papale en Toscane. 
L'autorité de Frédéric en Toscane est brutale, mais efficace. Il recrute des soldats conscrits — y compris des étudiants bolonais et des commerçants de la faction Guelfe — perçoit des impôts de toutes les villes de Toscane, notamment Sienne, à laquelle il transfère temporairement les revenus des mines d'argent de Montieri à titre d'indemnité pour ses exactions. A Florence, le chef-lieu de la Toscane, les conflits internes entre les guelfes et les Gibelins permettent à l'empereur Frédéric II d'installer Frédéric d'Antioche au poste de podestà (février 1246). Initialement, Frédéric tente de concilier les deux parties, mais en fin de compte eu recours à la suppression des institutions populaires (capitani del popolo) et au début de l'an 1248, il contraint à l'exil, les dirigeants Guelfes et fait détruire leurs maisons. Alors qu'il participe à de nombreuses campagnes militaires, Frédéric délègue son podesteria aux vicaires.
Il vainc un premier soulèvement florentin durant l'été de 1247, mais est vaincu par la rébellion de l'été 1250 qui écrase ses troupes près de la ville de Figline. Frédéric et ses partisans sont chassés de la ville et un nouveau gouvernement, appelé le Primo Popolo, est institué à Florence. Lorsque l'empereur Frédéric II meurt le 13 décembre 1250, la plupart des fonctionnaires de l'empire en Toscane abandonnent leur poste. Son administration s'étant écroulé, Frédéric reste néanmoins en Toscane jusqu'à l'automne (1251),.